# Парламентські вибори у Великій Британії 1847
Парламентські вибори у Великій Британії проходили з 29 липня по 26 серпня 1847.
На виборах перемогу здобула Консервативна партія Великої Британії, проте її подальший розкол між протекціоністською більшістю, очолюваною бароном Стенлі, і прихильниками вільної торгівлі на чолі з Робертом Пілем, дозволив вігам під керівництвом прем'єр-міністра Джона Рассела сформувати уряд меншості. Успіху домоглися також розколені після смерті О'Коннелла ірландські націоналісти, що збільшили число місць майже вдвічі. Крім того, був обраний єдиний раз за всю історію депутат від чартистів — ним став Фергус О'Коннор в Ноттінгемі.

## Результати
| Партія                           | Лідер           | Відсоток голосів | Відсоток голосів | Місць в парламенті |
| Партія                           | Лідер           | кількість        | %                | Місць в парламенті |
| -------------------------------- | --------------- | ---------------- | ---------------- | ------------------ |
| Консервативна партія             | Едуард Стенлі   | 205,481          | 42,7%            | 325                |
| Віги                             | Джон Рассел     | 259,311          | 53,8%            | 292                |
| Асоціація проти унії             | -               | 14,128           | 2,9%             | 36                 |
| Ірландська конфедератська партія | -               | 661              | 0,1%             | 2                  |
| Чартисти                         | Фергус О'Коннор | 2,848            | 0,6%             | 1                  |
| Всього                           | Всього          | 482,429          | 100%             | 656                |